# 莱利拉
莱利拉（法語：Les Lilas，法語發音：[le lila] ⓘ），法国中北部城市，法兰西岛大区塞纳-圣但尼省的一个市镇，隶属于博比尼区，其市镇面积为1.26平方公里，2022年1月1日时人口数量为23,262人，在法国城市中排名第384位。
莱利拉位于塞纳-圣但尼省西部，与巴黎19区接壤，是巴黎东北部的一个近郊卫星城，通过巴黎地铁11号线和多条公交线路连接巴黎市区。

## 地名来源

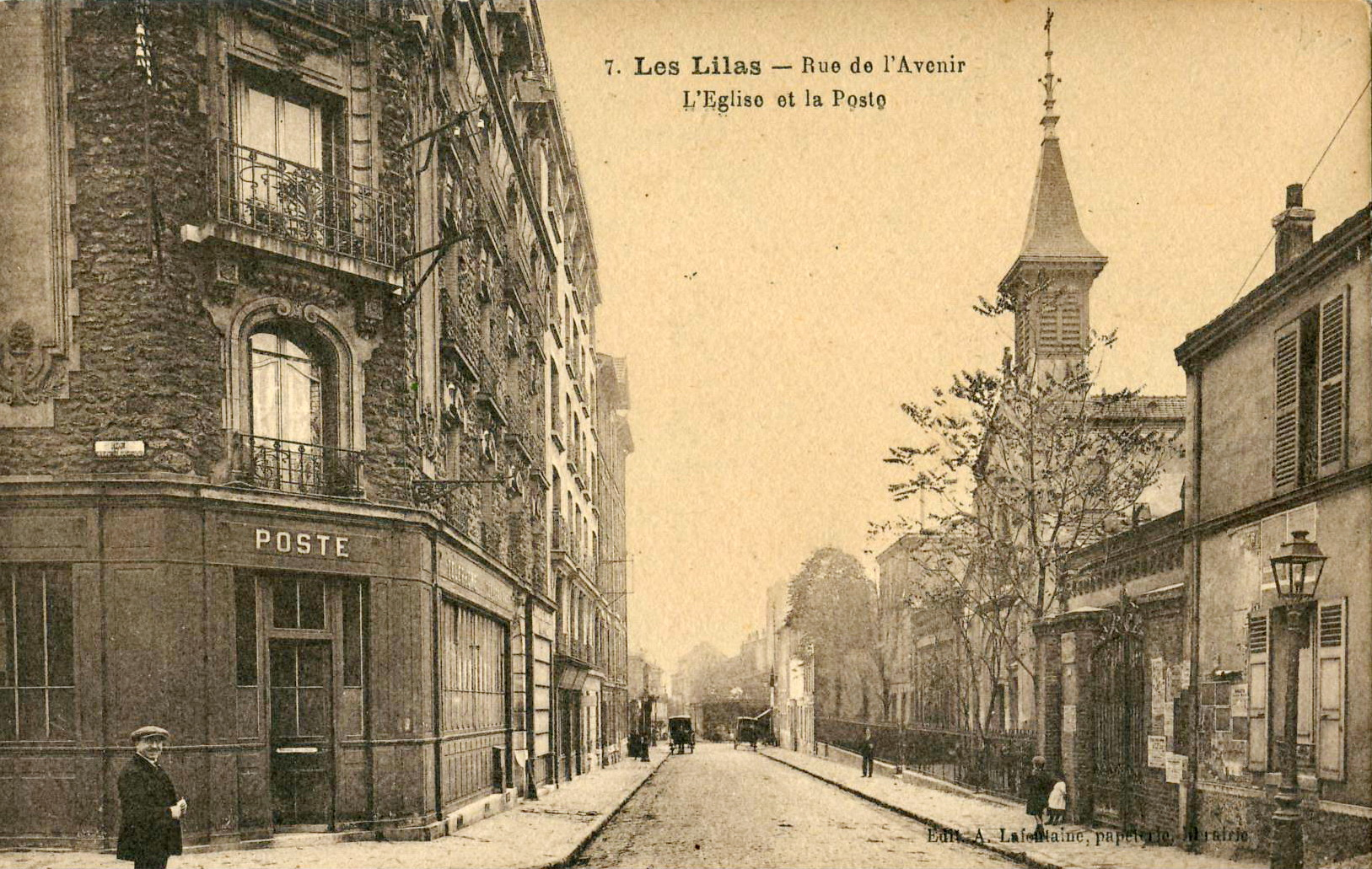
20世纪初的莱利拉街头

“莱利拉”一名来源于当地历史上的丁香种植园。

## 历史
莱利拉成立于1867年，由罗曼维尔、庞坦和巴尼奥莱三个市镇的部分区域组建而成。19世纪末，莱利拉为巴黎东北部一个重要的有轨电车编组站。1937年，巴黎地铁11号线延伸至莱利拉境内。1968年，莱利拉被划入新成立的塞纳-圣但尼省。

## 地理

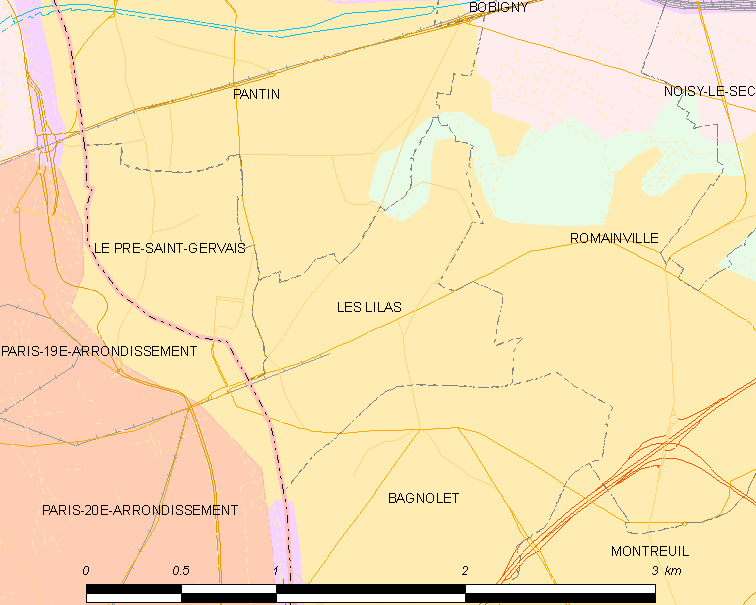
莱利拉市镇范围地图

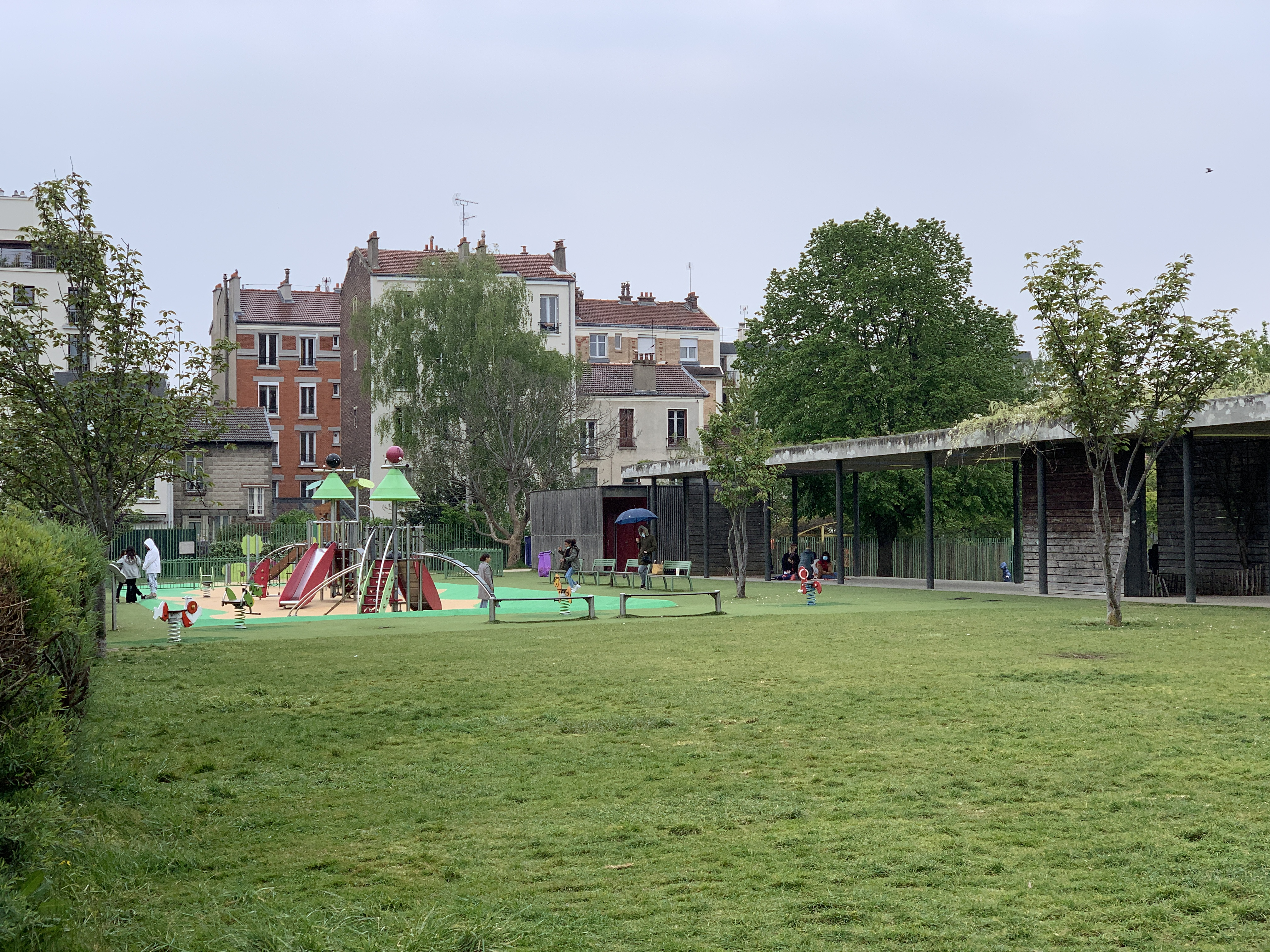
吕茜·欧布拉克公园

莱利拉位于法国中北部，法兰西岛大区中北部和塞纳-圣但尼省西部，距离省会博比尼大约5公里。与莱利拉接壤的市镇包括：巴黎、巴黎十九区、勒普雷圣热尔韦、庞坦、罗曼维尔、巴尼奥莱。

### 地形
莱利拉位于巴黎盆地腹地，境内以浅丘为主，市镇中心地势较为平坦，全境海拔在75到131米之间。

### 水文
莱利拉属于塞纳河流域，其境内无大型天然水域。

### 植被
莱利拉属于温带落叶林区，露西·奥布拉克公园（Parc Lucie-Aubrac）是当地主要的城市绿地公园，而市区东北部的罗曼维尔公园（Parc de Romainville）则有大片树林分布。
在鲜花城市的评比中，莱利拉暂未被评级。

### 气候
莱利拉在柯本气候分类法中属于温带海洋性气候。

## 行政区划
莱利拉是法国法兰西岛大区塞纳-圣但尼省的一个市镇，编号为93045。莱利拉隶属于博比尼区、塞纳-圣但尼省第九选区和巴尼奥莱县，同时也是大巴黎都会区的组成部分。
法国国家统计与经济研究所（简称）在进行数据统计时，将莱利拉划入大巴黎都会区，并将包括莱利拉在内的1,794个市镇设为巴黎城市区。自2020年起，巴黎城市区被包含1,929个市镇的巴黎城市辐射区代替。此外，还将莱利拉市镇分为了10个“块区”（IRIS），以便于统计人口分布情况。

## 交通

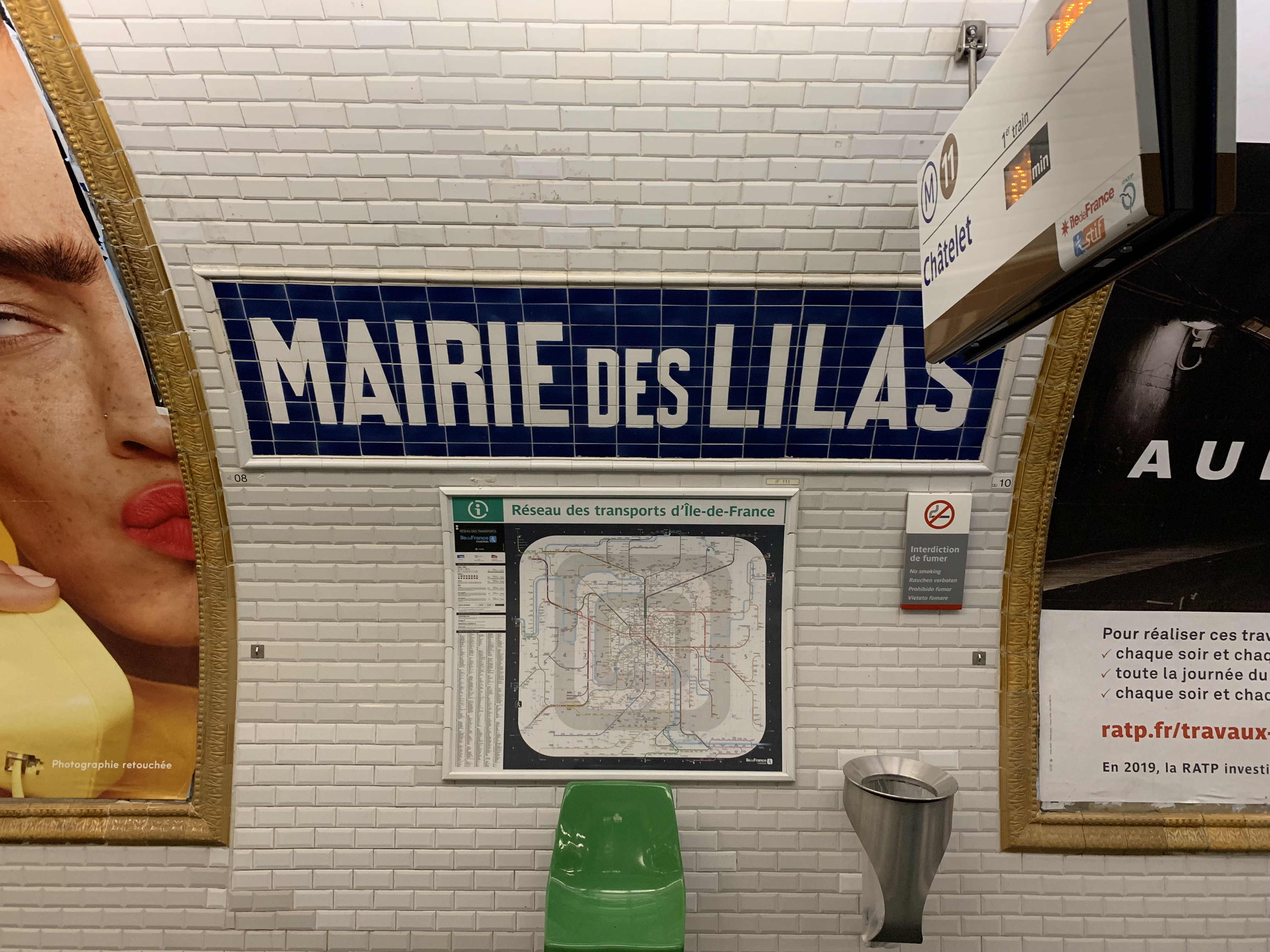
莱利拉市政府地铁站的站牌

### 公路
莱利拉境内的道路均为城市化道路，配有照明、排水、人行道等设施。
2017年，46.8%的莱利拉家庭拥有至少一辆私人汽车。2019年，莱利拉境内共发生各类交通事故29起，造成30人受伤。

### 对外交通
距离莱利拉最近的长途汽车站、长途铁路客运车站和民用机场分别为巴尼奥莱门汽车站、巴黎东站和巴黎戴高乐机场，距离蒙特勒伊市中心的公路里程分别约2公里、6公里和19公里。

### 城市公共交通
| 途经蒙特勒伊境内的主要公共交通线路 |        | |
| 类型                               | 运营商 | 线路 |
| 地铁                               | RATP   | - ：沙特雷 ↔ 共和国 ↔ 美丽城 ↔ 莱利拉市政府 |
| 公共汽车                           | RATP   | - 61：巴黎-意大利广场 ↔ 奥斯特里茨火车站 ↔ 里昂火车站 ↔ 弗拉维安兄弟 ↔ 莱利拉门 ↔ 庞坦教堂 - 105：莱利拉门 ↔ 莱利拉市政府 ↔ 罗曼维尔市政府 ↔ 快铁努瓦西勒塞克站 ↔ 邦迪桥 ↔ 莱帕维永苏布瓦市政府 - 115：莱利拉门 ↔ 沙萨尼奥勒 ↔ 蒙特勒伊市政府 ↔ 万塞讷城堡 - 129：莱利拉门 ↔ 莱利拉市政府 ↔ 罗曼维尔市政府 ↔ 蒙特勒伊市政府 - 170：莱利拉门 ↔ 费德尔布瞭望塔/莱布吕耶尔 ↔ 勒普雷圣热尔韦市政府 ↔ 庞坦火车站 ↔ 欧贝维利耶-庞坦-四路 ↔ 圣但尼火车站 - 249：莱利拉门 ↔ 费德尔布瞭望塔/莱布吕耶尔 ↔ 庞坦火车站 ↔ 欧贝维利耶-庞坦-四路 ↔ 迪尼市中心 - 515：莱利拉市政府（区域环线） |
| 公共汽车                           | (N)    | - N12：圣克卢-塞夫尔桥 ↔ 巴黎-蒙帕纳斯 ↔ 巴黎-沙特莱 ↔ 巴黎-共和国 ↔ 莱利拉市政府 ↔ 罗曼维尔卡诺 - N23：巴黎-沙特莱 ↔ 巴黎-共和国 ↔ 莱利拉市政府 ↔ 谢勒-古尔奈 |
| 1.                                 |        | |

巴黎地铁11号线东延工程（莱利拉门至罗尼佩里耶树林段）已于2019年开工，该工程将使得莱利拉境内新增一个地铁车站：赛日·甘斯布站，预计2023年以前投入使用。

## 政治

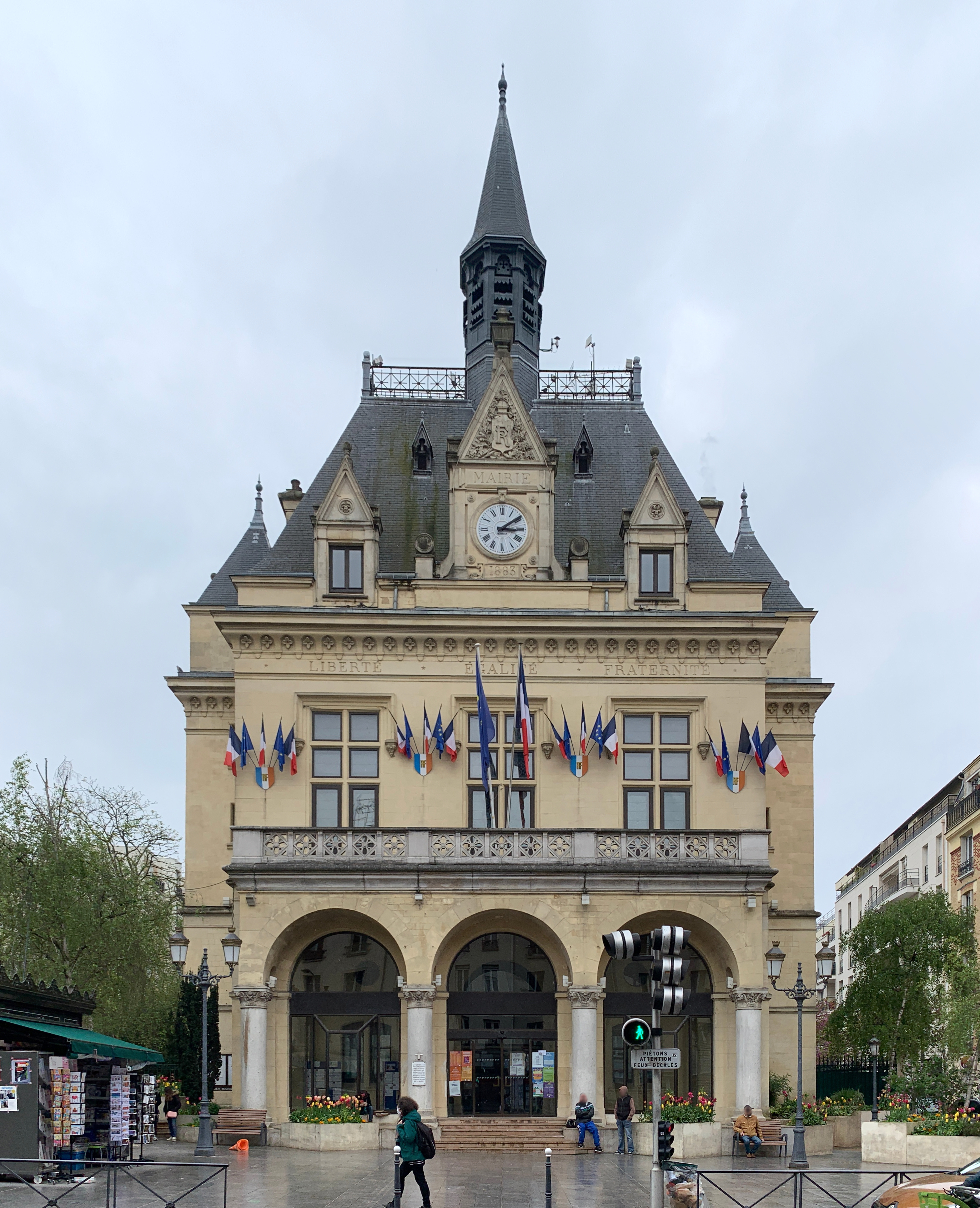
莱利拉市政厅

莱利拉的现任市长为利昂内尔·贝纳鲁斯先生（Lionel Benharous），他是社会党的一名成员，在2020年的市政选举中获得了60.18%的支持率。
在2017年的法国总统大选中，法国第25任总统埃马纽埃尔·马克龙在莱利拉获得了87.22%的支持率。

## 人口
2018年，莱利拉市镇人口数量为23,402，在法国排名第384位。其中男性10,635人，女性12,410人，75岁及以上人口占6.6%，外籍人口数量为6,578人，人口密度为18,573人/平方公里，当地居民被称为（男性）或（女性）。2019年，莱利拉境内出生318人，死亡人口161人。
| 年份   | 1936   | 1946   | 1954   | 1962   | 1968   | 1975   | 1982   | 1990   | 1999   | 2006   | 2011   | 2016   | 2018   |
| ------ | ------ | ------ | ------ | ------ | ------ | ------ | ------ | ------ | ------ | ------ | ------ | ------ | ------ |
| 人口數 | 19,467 | 17,685 | 18,590 | 17,721 | 15,817 | 20,054 | 20,354 | 20,118 | 20,226 | 22,071 | 22,505 | 22,993 | 23,402 |

## 经济
莱利拉是一个区域性的中心城市，当地共有各类用人单位4,220家，平均历史为13年，其中99.46%为中小型企业（PME）。（餐饮设备销售）、（装修）及（城市物流）是当地2019年营业额最高的三个企业，分别为72,840,784欧元、24,470,919欧元和19,229,470欧元。

## 财政收入
2019年，莱利拉的财政收入总额为44,762,700欧元，财政支出总额为40,571,000欧元，当年的债务总额为24,655,800欧元。2020年，莱利拉共获得2,454,900欧元的国家财政补助，比上一年减少了0.02%。
2017年，莱利拉的人均月收入总额为2,704欧元，其中高级职员为3,982欧元，低于法国平均水平（4,214欧元）；中级职员为2,430欧元，高于法国平均水平（2,353欧元）；普通职员为1,854欧元，亦高于法国平均水平（1,690欧元）。
2017年，莱利拉境内的青壮年（15至64岁）失业率为14.1%，当地59.9%的家庭拥有纳税资格，平均纳税4,942欧元，高于法国平均水平（3,888欧元）。

## 社会事务

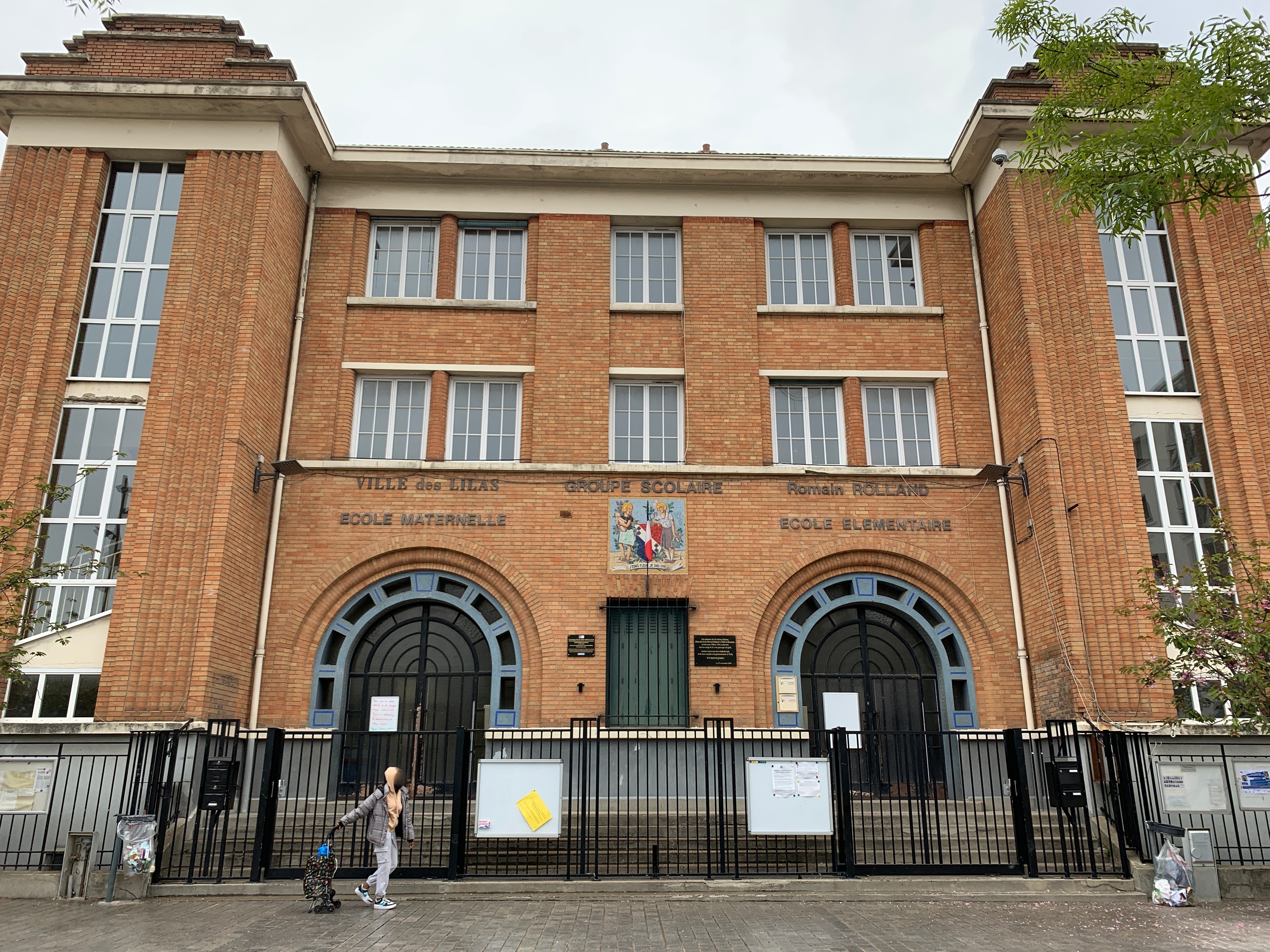
罗曼·罗兰中学

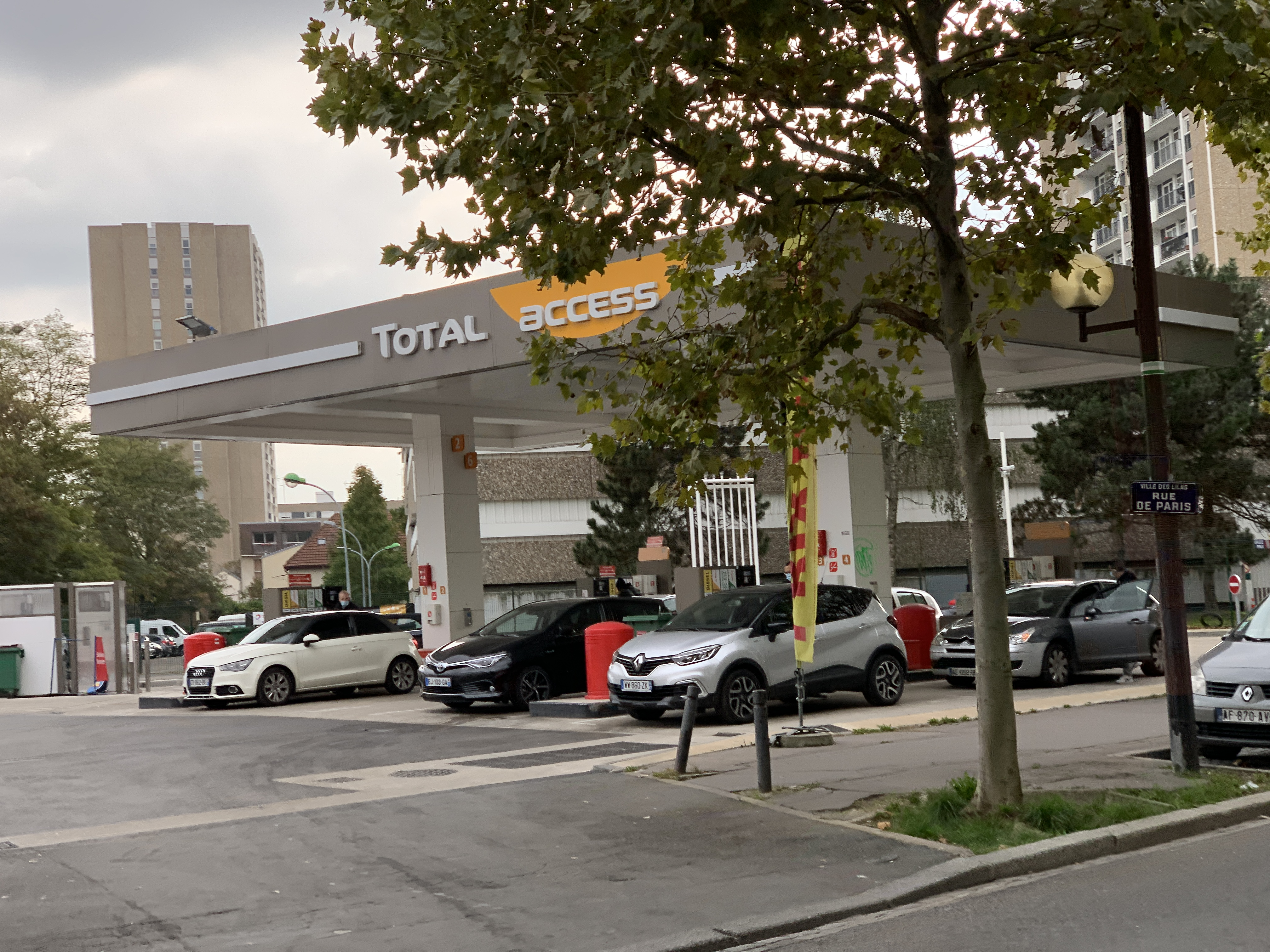
一处加油站

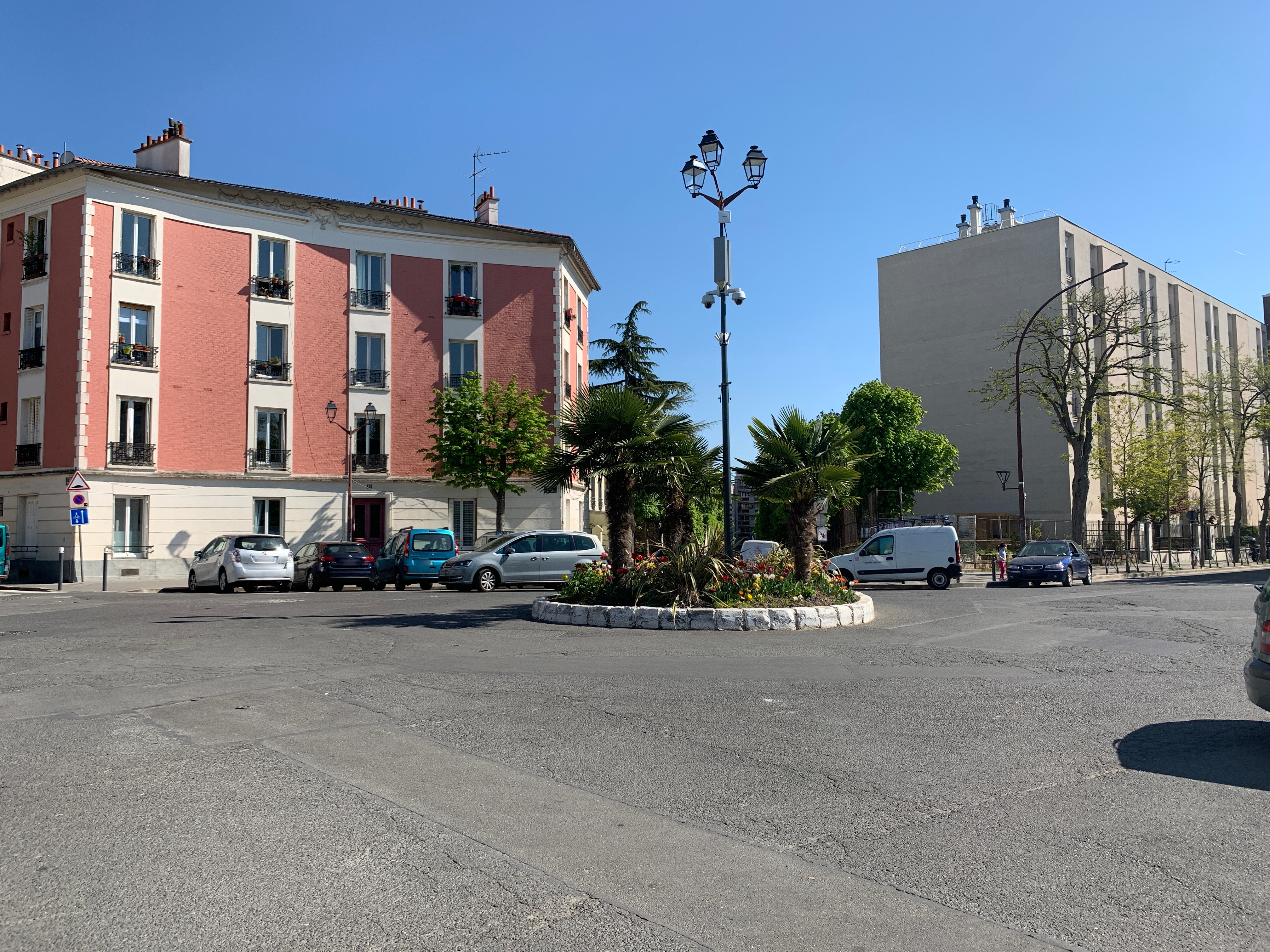
戴高乐广场

### 教育
莱利拉属于克雷泰伊学区。截止2019年1月1日，莱利拉境内共有5所幼儿园、5所小学、1所初级中学和1所普通高中。2018至2019学年度，莱利拉境内共有在校中等教育阶段学生1,424名。

### 医疗
截止2019年1月1日，莱利拉境内共有全科医生17名、保健师28名、牙医14名、护士9名、耳科医生1名、眼科医生2名、皮肤科医生1名、助产士3名和儿科医生2名。境内共有药房7家和养老院4家。
距离莱利拉最近的公立医院为罗贝尔·德布雷医院，后者是一座儿童医院，是巴黎公共医疗集团的成员，其主病区位于巴黎19区，距离莱利拉市区仅2公里，设有床位423个。位于巴黎20区的特农医院则是一座综合性公立医院，距离莱利拉市区约4公里。

### 住房
2017年，莱利拉境内共有各类住房11,690套，其中9.4%为独立式居民区，87.3%为集中式居民区。常住房屋占莱利拉市镇范围内居民建筑总量的91.8%。
在住房保障政策方面，2017年，莱利拉境内共有1,875户家庭获得了住房经济补助，受益人数占总人口数量的8.1%，其中1,832份为房租补助。

### 商业
2019年，莱利拉境内共有各类实体商铺492家，其中餐厅96家、大型超市4家、杂货店17家、面包房15家、肉铺9家、书店4家、装饰品店1家、银行门店7家、美容美发店27家、汽车维修店17家。市区西部与勒普雷圣热尔韦交汇的地方有一家家乐福超市。

### 体育
2019年，莱利拉境内共有1家游泳池、5间体育馆、1座综合体育场、9处网球场、1处足球或橄榄球场以及2处篮球或排球场。
莱利拉足球俱乐部是当地的一支足球队，成立于1946年，2021至2022赛季参加法兰西岛大区足球联赛，其主场莱利拉市政球场可同时容纳约2,000名观众。

### 环境
莱利拉的环境事务由其所属的公共社区负责。2019年，莱利拉境内暂无污染企业。

### 治安
2019年，莱利拉市镇范围内有1处派出所。
2014年，莱利拉及附近地区共发生各类案件8,751起，其中盗窃类案件5,469起，经济类案件681起，毒品交易类案件625起。

## 文化
2019年，莱利拉境内共有2家剧场、1家电影院和1家音乐厅。莱利拉市政府提供多媒体中心，向公众全年开放。

### 建筑
莱利拉境内有少量历史建筑，其中莱利拉剧场为法国国家文物保护单位，除此之外当地的建筑多建于20世纪初以后。

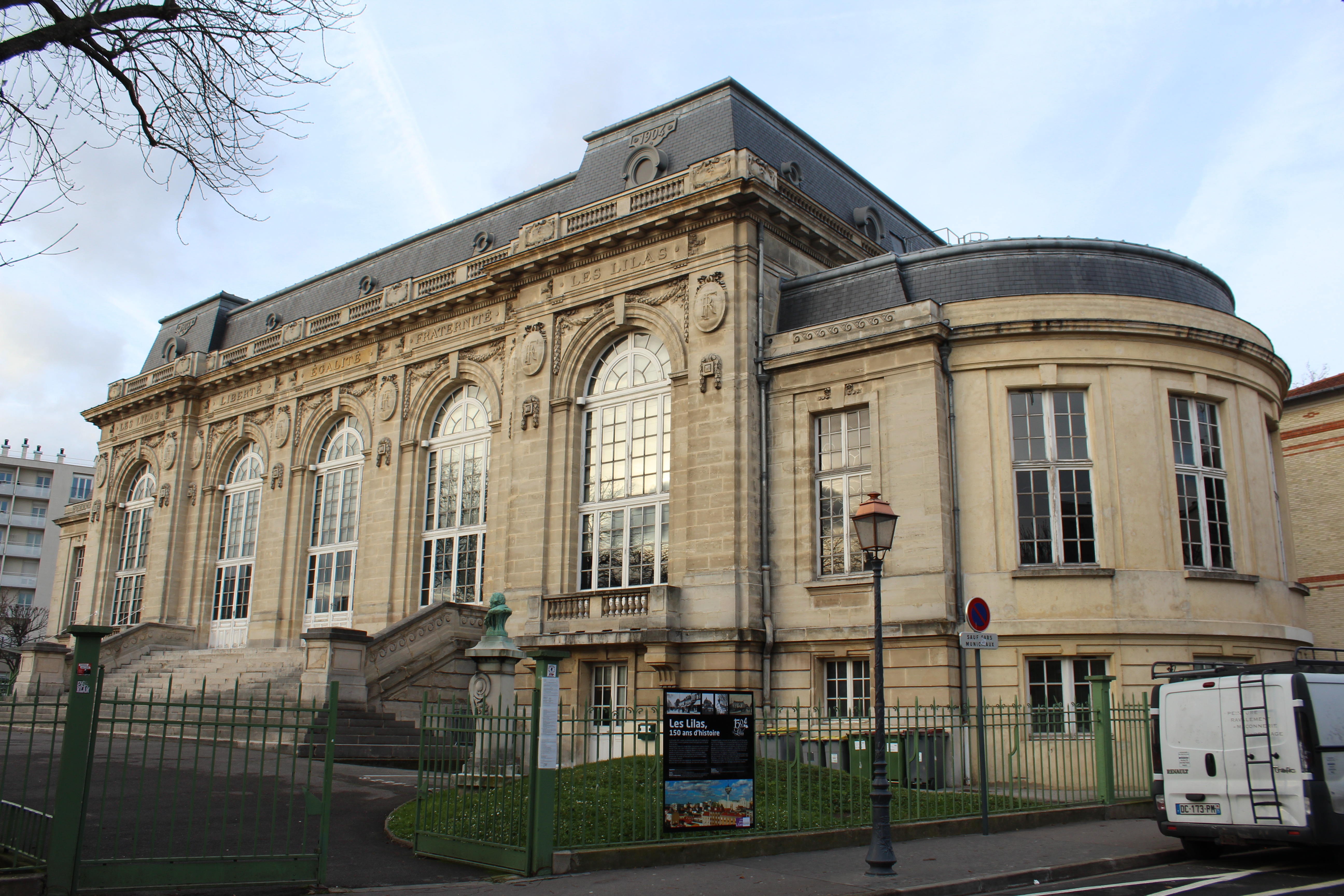
莱利拉剧场
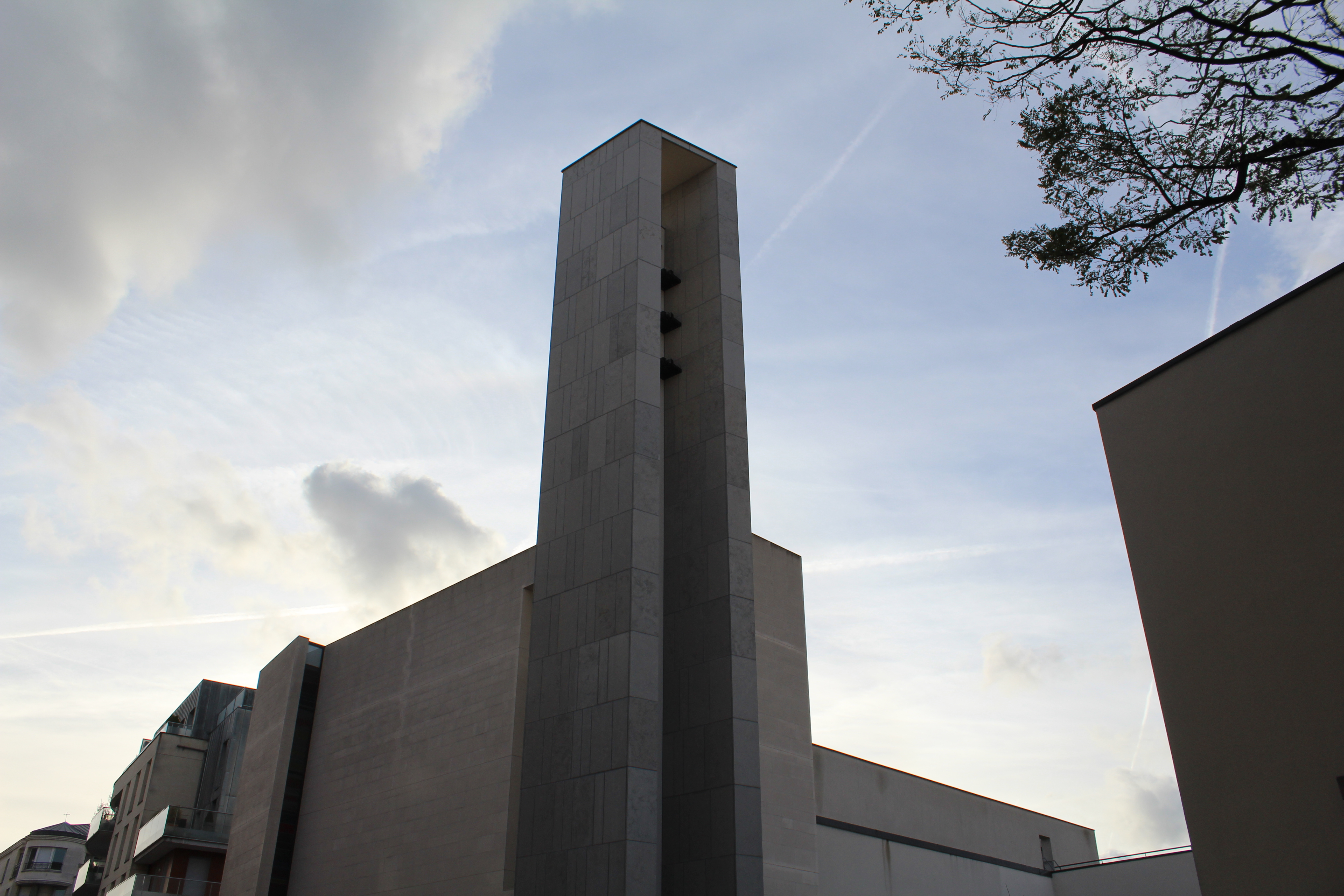
玫瑰圣母教堂
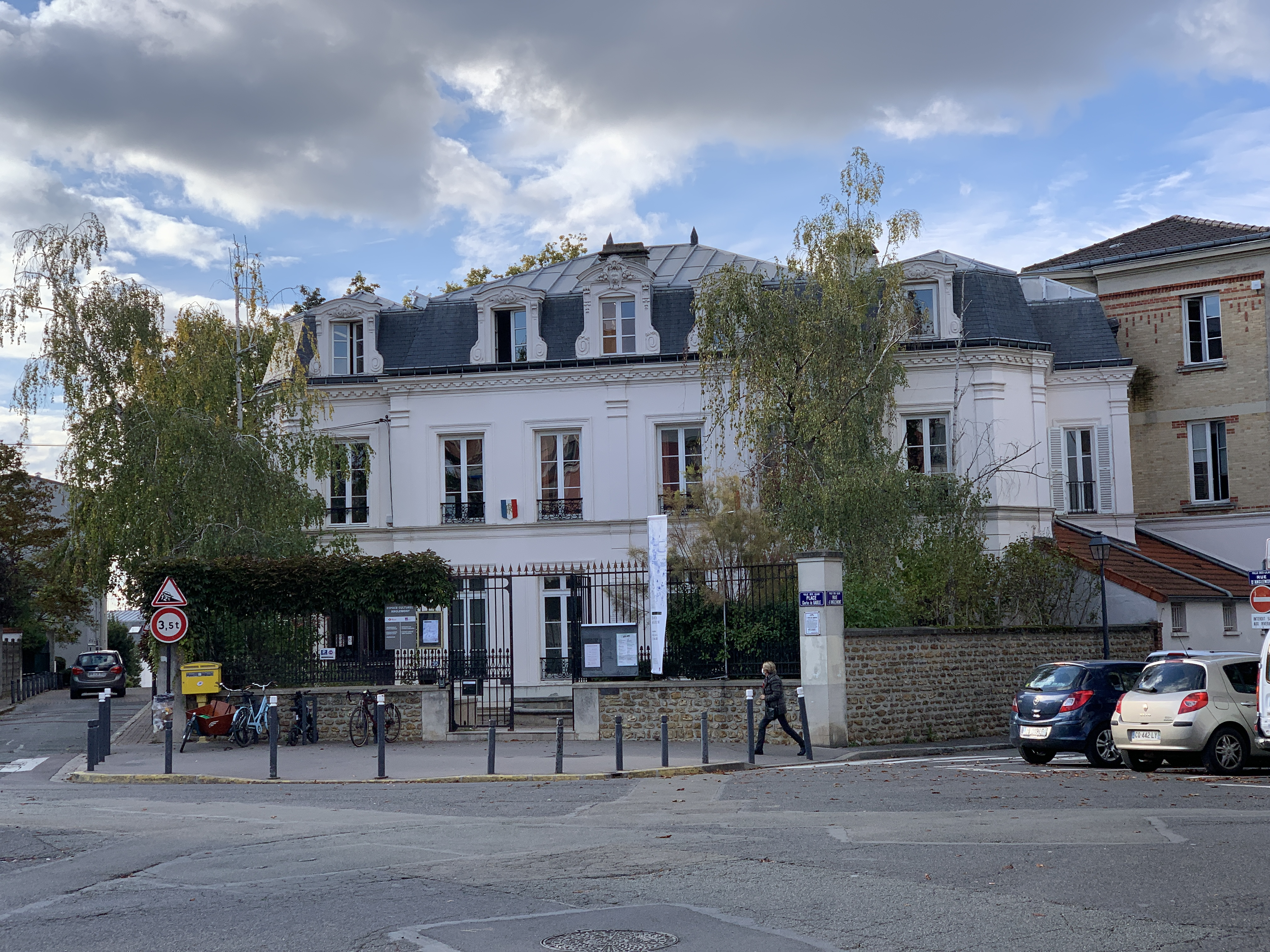
文化中心
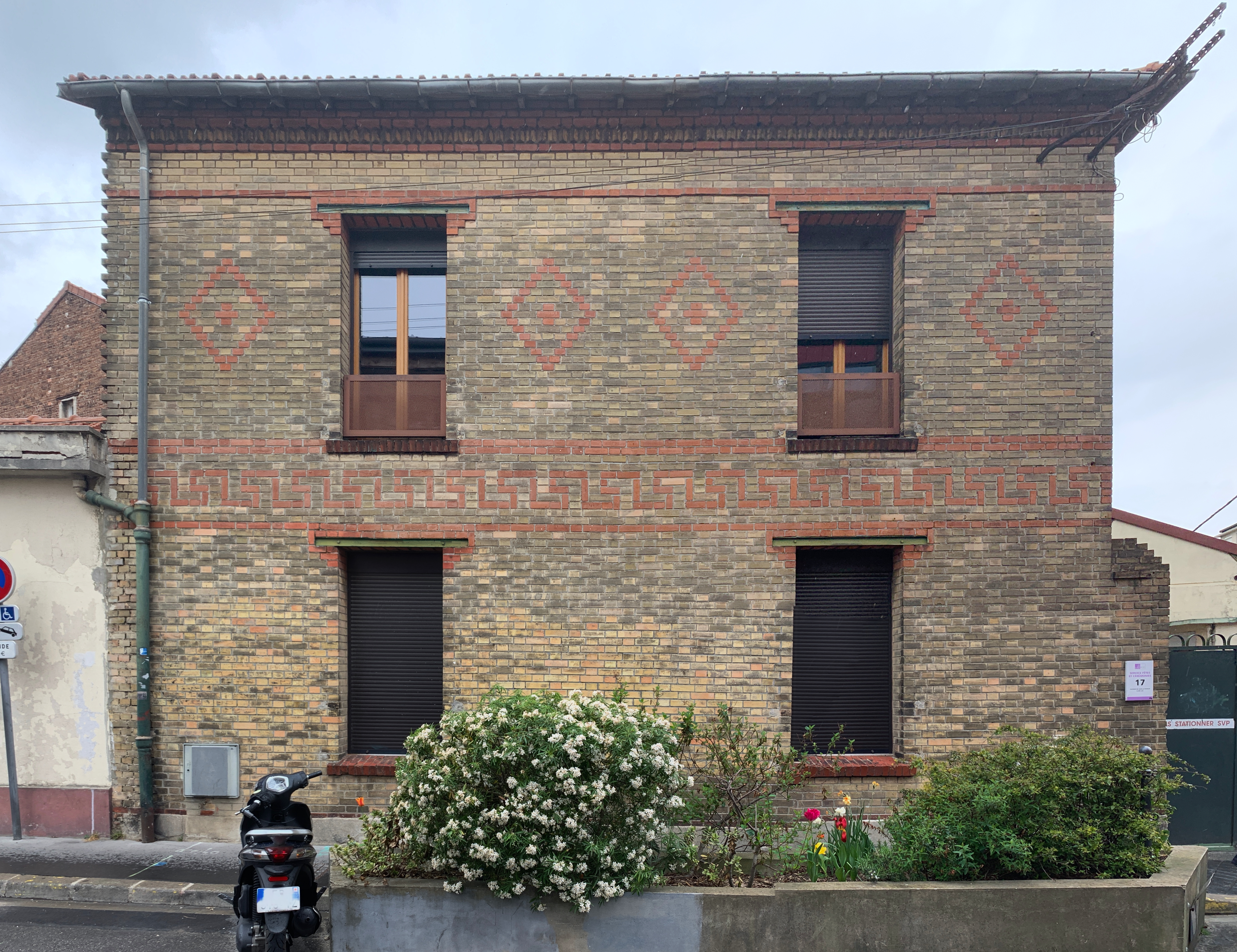
贝尔尼仓库旧址
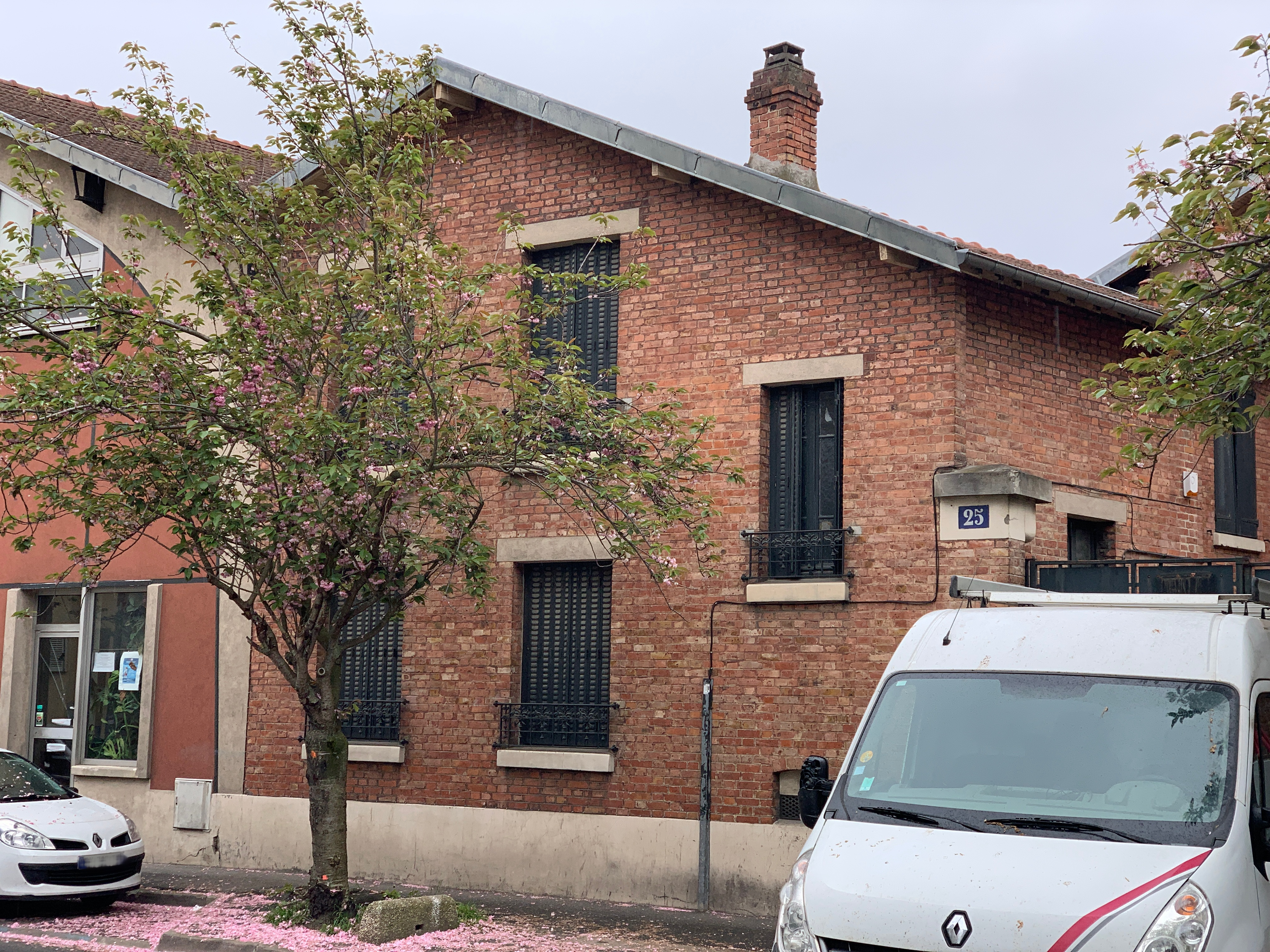
路易·维耶仓库旧址
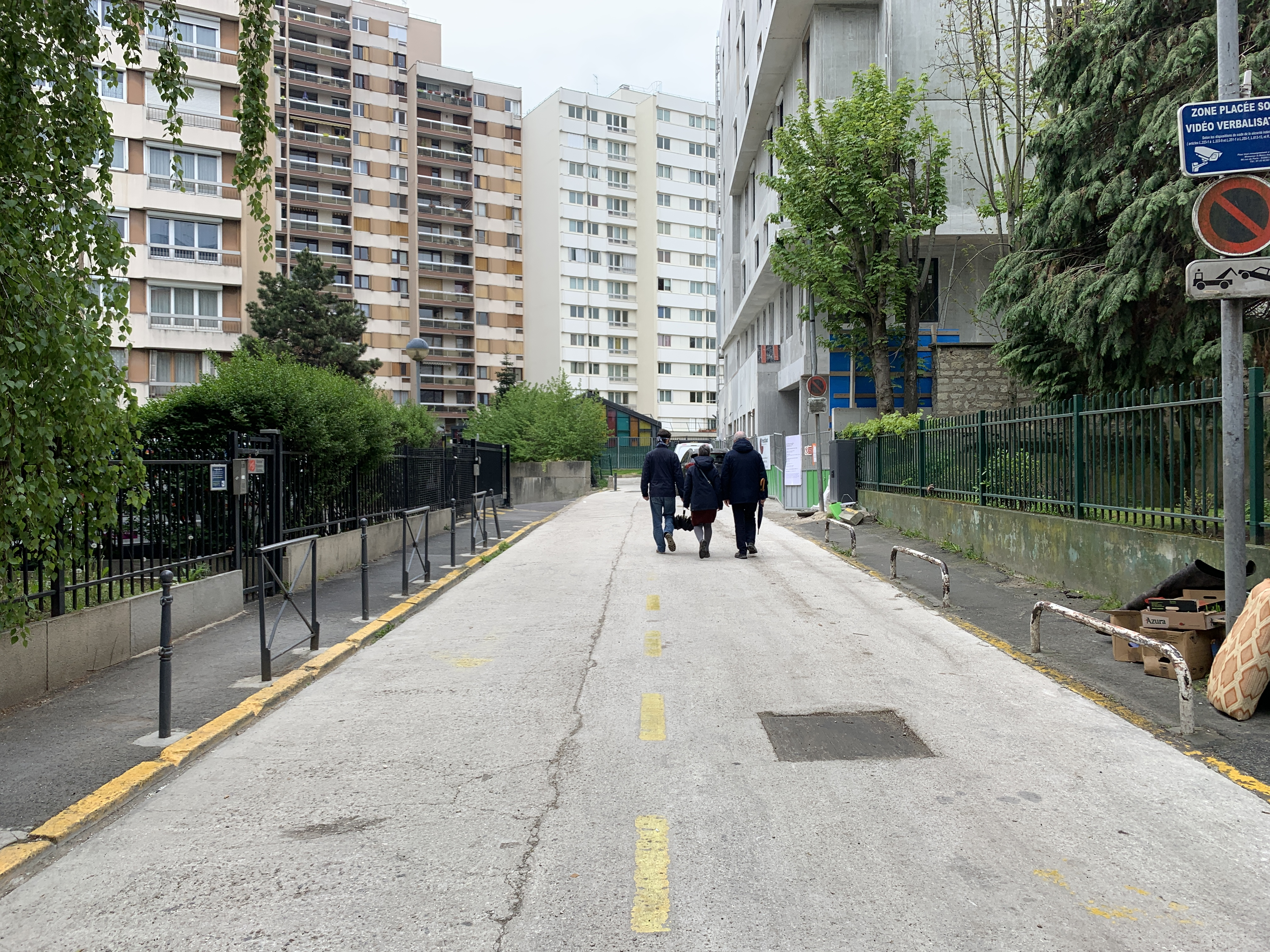
现代居民区
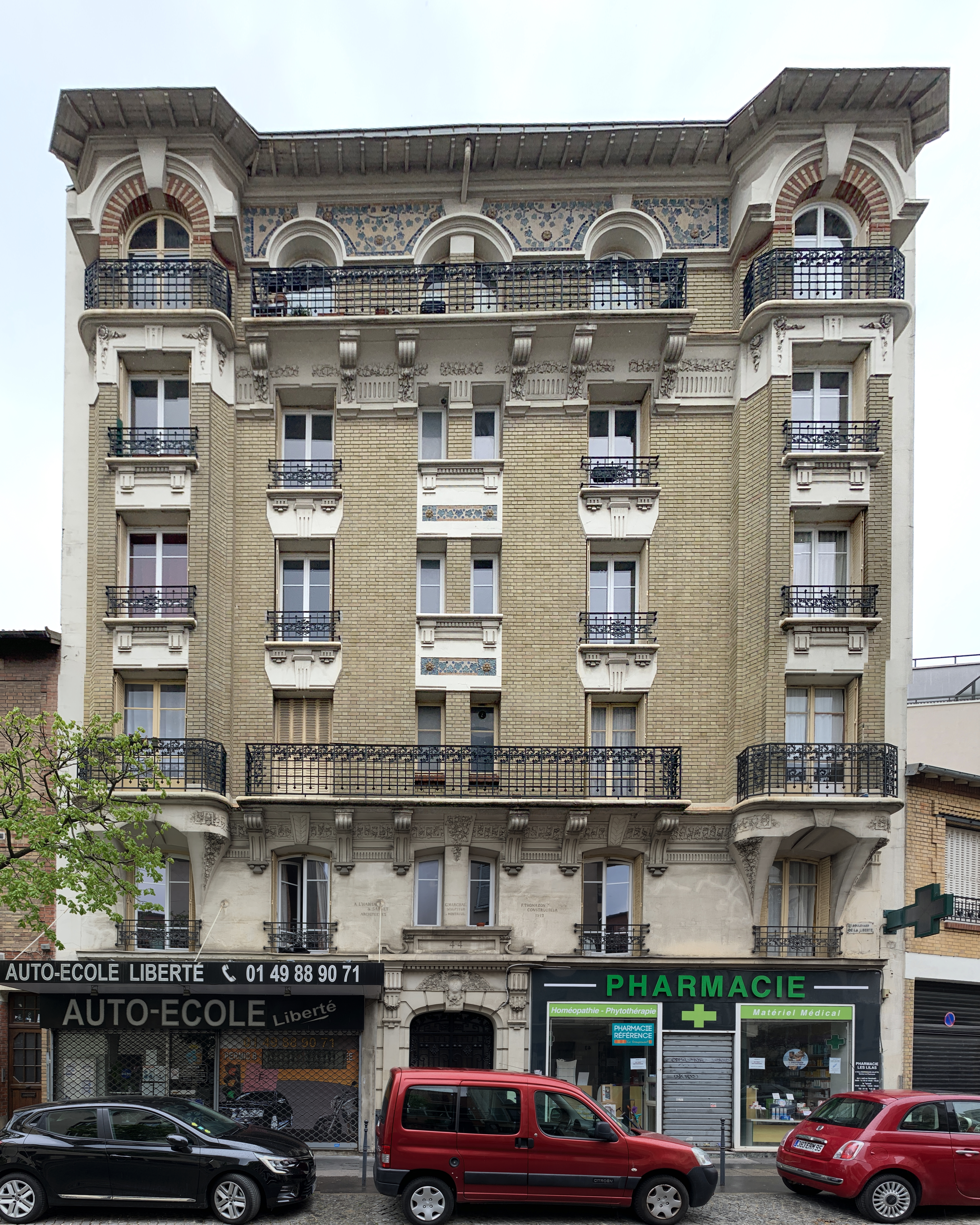
居民楼

### 旅游
莱利拉的旅游事务由其所属的公共社区负责。2020年，莱利拉境内共有1家酒店共计33间房间。

### 媒体
法国主要的媒体均可在莱利拉接收，法国电视三台下属的法兰西岛大区频道在部分时段播出莱利拉所属区域的地方新闻。

## 相关人物
法国女演员麥雯和足球运动员迈赫迪·哈利斯出生于莱利拉。

## 友好城市
截至2021年5月，莱利拉共与一座城市互为友好城市关系：
- 德国 弗尔克林根